# Els Torrents Baixos
Els Torrents Baixos és una masia situada al municipi de Navès, a la comarca catalana del Solsonès. Es troba just a l'est de la rasa de Marçanyac, prop d'on desguassa a la rasa de la Vallanca.